# فوکر ام ۱۰
فوکر ام ۱۰ (انگلیسی: Fokker M 10) یک هواپیمای ساخت فوکر است .